# 王实味
王实味（1906年4月5日—1947年7月1日），原名王思禕，字書翰，河南潢川人，中国共产党党员，1930年以后用“实味”的名字投稿，还用过蒼滄，诗薇、石巍等笔名。在延安整風運動中被捕，1947年7月1日被處死。

## 生平
王实味1906年4月5日（陰曆3月12日）生于河南省潢川县。父親王言炳是光緒十七（1891）年的舉人，因時局不穩未能做官以教書為業。4岁丧母，6岁上小学，13岁小学毕业（当时小学7年制），17岁中学毕业（中学四年制）。他从小学到中学，学习成绩一直名列前茅。因受父亲薰陶，古文功底较厚，他的老师曾夸他是“天上的玉麒麟下凡”。1923年秋考入官办河南留欧留美预科学校，後因家貧退學。1924年以第一名的优异成绩（尤其是英语极佳）考取邮务生职务，随即派驻驻马店处理挂号信函，服务洋人邮政经理，薪酬30银元。因此和同是郵務生的孟昭瓚相識成為好友。
1925年8月考入北京大学文院预科。在北大時魯迅的小說對其有很深的影響，同班同学中有张光人、王文元。在大学一年级以邮差和经理为角写出书信体小说《休息》。1926年1月，王实味经陈清晨介绍加入中国共产党。在三一八惨案（即刘和珍等学生在天安门抗议，遭段祺瑞政府军警击毙）后，北大舆论极其同情学运。鲁迅离开北大往上海避难。7月创作小说《毁灭的精神》但時隔一年才發表。1927年初王实味開始追求同是北大學生的共產黨員李芬。李芬先前和表哥結婚並育有一子，表哥病故後來北大讀書，因此不願與王交往。王的追求使李芬心中不安，便請求同鄉的黨支部书记段纯代為說明拒絕，而段小題大做召集會議公開批評王實味的行為，王也因此離黨。1927年夏因無法負擔學費未能順利完成學業，此後王到南京投奔孟昭瓚，並短暫在泰安教書，期間一度寄信給魯迅、創造社，新月社希望可以發表自己的小說。1928年底王在南京同學曹孟君家小住時見到了劉瑩，劉告知王實味关于李芬就義的消息，對他大有震撼。1929年3月，王實味移居上海期望可以賣文為生，主要從事翻譯和寫作。1930年1月王與劉瑩結婚。在這期間北大時代的同學王凡西也在上海，王凡西是留蘇的托派，回國後和惲代英等人從事工人運動，雖然王實味同意托派的一些主張，但還是希望黨不要分裂，并未参加托派组织。王凡西和王實味共同翻譯了許多作品，雖然實際上見面不多。同時王實味也和左聯和展開社有來往，經陈其昌牽線幫助展開社的王獨清翻譯了『列寧遺囑』。1931年1月，夫婦二人離開上海赴東北教書。7月劉瑩懷孕因而回到上海。1935年王回到河南在開封女中教英文。

## 延安蒙冤
抗戰開始之後王實味拿到了北大校友范文瀾的介紹信前往延安，1937年9月，此時劉瑩懷有身孕，王只得自己一人前往延安。1938年進入延安馬列學院的編譯部。時局動盪寄出的家書久久沒有回信，王以為妻兒罹難時常落淚。1939年同在馬列學院的薄平和王實味『結婚』，一起過生活。1941年8月馬列學院更名為“中央研究院”，王實味任特別研究員。
1942年2月延安开始整风运动，毛泽东在2月份发表的《反党八股》中说：“党八股的第二条罪状是：装腔作势，借以吓人……鲁迅曾经批评过这种人，他说：‘辱骂和恐吓决不是战斗’。科学的东西，随便什么时候都是不怕人家批评的，因为科学是真理，决不怕人家驳……从前许多同志的文章和演说里面，常常有两个名词：一个叫做‘残酷斗争’，一个叫做‘无情打击’。这种手段，用了对付敌人或敌对思想是完全必要的，用了对付自己的同志则是错误的”。
文艺界马上做出回应，《解放日报》在1942年3月左右发表了一系列批評文章，认为当时延安存在等级制度、压制言论等现象。文章包括丁玲的《“三八节”有感》（3月9日），艾青的《了解作家，尊重作家》（3月11日），罗烽的《还是杂文的时代》（3月12日），王实味的《野百合花》（3月13、23日），萧军的《论同志之“爱”与“耐”》（4月8日）等。
。
王實味積極參加整風工作，在整風壁報上發表幾篇短文批評“中央研究院”的負責人羅邁，在3月23日的壁報上發表了“我對羅邁同志在整風檢工動員大會上發言的批評”文章主要批評羅的家長制，壓制群眾的作風。毛泽东在3月31日讨论《解放日报》改版的一次讲话中批评了“绝对平均主义”，“小资产阶级的空想社会主义”，“冷嘲暗箭”的笔法。5月2日，毛泽东在《在延安文艺座谈会上的讲话》中讲到：文艺工作“有些什么问题应该解决的呢？...立场问题。我们是站在无产阶级的和人民大众的立场。对于共产党员来说，也就是要站在党的立场，站在党性和党的政策的立场。...态度问题。...比如说，歌颂呢，还是暴露呢？...工作对象问题，...文艺工作的对象是工农兵及其干部。...最后一个问题是学习，我的意思是说学习马克思列宁主义和学习社会。...马克思主义的一个基本观点，就是存在决定意识，就是阶级斗争和民族斗争的客观现实决定我们的思想感情。但是我们有些同志却把这个问题弄颠倒了，说什么一切应该从‘爱’出发”。
报纸上对王实味等人的批判文章大量涌现。6月，“中央研究院”開座談會批判王實味，10月份被开除出党，打入"反党五人集团"
，
萧军是唯一一個站出来为王实味鸣不平的人，结果卻引火烧身。
6月国民党也注意到延安的動向，“野百合花”在重慶翻印出版，廣東國民黨部編的《民族文化》雜誌也發表了這篇文章。中统的刘光煜、吴慕风写了一本小册子《关于〈野百合花〉及其它—延安新文字狱真相》，1942年9月由统一出版社出版，据说这是当时中统印行的反共宣传小册子中最畅销的一种。
1943年4月1日，在抢救运动中，中央社会部部长康生下令将王实味正式逮捕。5月24日“抢救运动”结束后，中央社会部副部长李克农主持了甄别工作。這年夏王實味被關押在位於棗園後溝的西北公學，他在這時寫出了一份關於自己在上海期間的托派身份的材料，內容都是“自誣之詞”。1946年，在中共对“抢救运动”中遭批判的大部分人甄别平反时，王实味被认定为“反革命托派奸细分子”，认定王实味到延安来是有目的的，即进行有组织的“托派活动”。
1947年3月17日，中共撤离延安的前2天，王实味被中央社会部的2名青年工作人员押送撤离延安，4月16日走到目的地山西省兴县城郊晋绥公安总局的看守所，留下了王实味的甄别材料与押送行军中的表现的材料2份文件。王实味3次给甘露、谭政文、张稼夫写信表示没有精神病，要求到晋绥分局宣传部或报社做翻译工作。1947年6月12日，国軍飞机炸毁了王实味被关押的看守所。晋绥公安总局准备转移，6月13日晋绥公安总局负责人书面报告请示在山西临县的中央社会部：

托派奸细份子王实味由延安至晋绥行军途中进行挑剔离间等破坏活动，四月十六日，送来我处关押后，不仅毫无悔意，且更变本加厉，污蔑谩骂我党，刚来即说他不是托派，是好共产党员，冤枉了好几年，快拖垮了，又说他向记者说话承认他是托派奸细是自我牺牲，是被迫的，使他神经受了刺激，身体也垮了，因此提出要特别优待他，每天要吃鸡子白面。

后又说他本来没问题，只是在行军中发了一下脾气，便将他扣起来，说共产党不讲民主，不保障人权，言行不一致。

我处审讯科昨日被蒋机轰炸，急于搬家，根据王实味的罪恶及表现，实属无法改造，故请示处决批准后，我们于昨夜在兴县将王犯密秘处死，特此报告！

根据中社部领导批示，1947年7月1日夜，晋绥公安总局审讯科将王实味秘密处决，砍杀后掩埋于一口枯井中，王实味时年41岁。此事在若干年后年以“1947年7月，在战争环境中被处决”一句带过。

## 身后和评价
1948年春，毛泽东率中央前委从陕北赴晋察冀途径临县三交镇，第一次听说王实味已经被处死，对此表示不满，说“要XXX赔我一个王实味”。落款为1948年3月23日的中社部的一份材料，向中央汇报了处死王实味的批准经过与理由。1948年3月25日，毛泽东从临县到兴县蔡家崖在贺龙的窑洞住了8天，参加了晋绥高干会，接见了《晋绥日报》工作人员，此期间与贺龙谈了王实味被处死的问题。贺龙后来与他人说保安机关在延安撤退时不该乱杀人。1948年9月8日中共中央政治局召开重要的“九月会议”前一周，1948年8月31日中央社会部一负责人就王实味被处死问题向中央交了一份检讨报告：

我应付主要责任。当时我距中央仅一河之隔，且有电台与中央联系，这样杀人大事，尤以负保卫工作主要责任者，事先即未请示，事后也未报告，只借口军事紧急情况及强调王实味由延安撤退到兴县时的反动言行，不顾党的政策，擅自批准晋绥公安局的请求，将王秘密处死，这充分表现我无组织无纪律，图省事，怕麻烦，自以为是，表现自己的错误......

毛泽东在9月1日批示：“有所声明即够，不必议处。”刘少奇、周恩来、朱德、任弼时、邓小平、彭真、饶漱石、聂荣臻、贺龙等都在报告上圈阅。
1958年1月26日出版的《文艺报》，刊出《再批判》特辑，毛泽东亲自改定的编者按，回顾历史，说：“再批判甚么呢？王实味的《野百合花》，丁玲的《三八节有感》，萧军的《论同志之“爱”与“耐”》，罗烽的《还是杂文的时代》，艾青的《了解作家，尊重作家》，还有别的几篇。上举各篇都发表在延安《解放日报》的文艺副刊上。...这些文章是反党反人民的。一九四二年，抗日战争处于艰苦的时期，国民党又起劲地反共反人民。丁玲、王实味等人的文章，帮助了日本帝国主义和蒋介石反动派。上述文章在延安发表以后，立即引起普遍的义愤。延安的文化界和文艺界，针对这些反党言论展开了严正的批判。”
1962年1月30日，毛泽东在扩大的中央工作会议（七千人大会）上的谈话中说：“还有个王实味，是个暗藏的国民党探子。在延安的时候，他写过一篇文章，题名《野百合花》，攻击革命，诬蔑共产党，后头把他抓起来，杀掉了。那是保安机关在行军中间，自己杀的，不是中央的决定。对于这件事，我们总是提出批评，认为不应当杀。他当特务，写文章骂我们，又死不肯改，就把他放在那里吧，让他劳动去吧，杀了不好。”
。
1985年，王实味的“老同学、老同志与老朋友”王凡西说：“王实味是中共历史上第一次文字大狱的被害人；他是斯大林──毛泽东文艺政策施之于中国的第一个牺牲者；他又是中共内部第一个挺身而出、反对高干特权、寻求内部民主的知识分子。...王实味不是恃才傲物的人，尤其不会故作倨傲。他宅心善良，性子耿直。要说毛病，也许是暴躁一点，太易激动。一不合意，他便会脸色变青。对朋友，不分新旧，他一样会在性使气”
。
1982年2月，中共中央组织部作出了《关于潘芳、宗铮、陈传纲（即成全）、王汝琪（即王里）四同志所谓“五人反党集团”问题的平反决定》，为王实味案平反提供了契机。王实味的妻子刘莹在文化大革命之后才得知他的死讯，在刘莹和当年中央研究院工作人员温济泽的努力下，王实味才得到彻底平反。
1982年出版的《毛泽东著作选读》下册最后一页注释：“关于他（指王实味）是暗藏的国民党探子、特务一事，据查，不能成立。”1991年2月7日，中华人民共和国公安部作出了《关于对王实味同志托派问题的复查决定》，说：“1942年整风时，发表了《野百合花》、《硬骨头与软骨头》等文章，受到帮助和批判。1942年10月被开除党籍，同年底因反革命托派等问题被关押。1946年结论为“反革命托派奸细分子”。1947年7月，在战争环境中被处决。 ……在现有王实味的交代材料中，王对参加托派组织一事反反复复。在复查中没有查出王实味同志参加托派组织的材料。因此，1946年定为“反革命托派奸细分子”的结论予以纠正，王在战争环境中被错误处决给予平反昭雪”。